# Чернец, Виктор Григорьевич
Виктор Григорьевич Чернец (укр. Віктор Григорович Чернець; 27 мая 1977, Подобная, Маньковский район, Черкасская область — 19 февраля 2014, Умань) — активист Евромайдана. Герой Украины (2014, посмертно).

## Биография
Родился 27 мая 1977 года. Проживал в селе Подобная Черкасской области. Был женат, воспитывал двух дочерей.
Являлся сторонником Евромайдана. 19 февраля 2014 года вместе с другими жителями Подобной установил блокпост на трассе Киев — Одесса. С целью недопущение проезда в столицу Украины противников Евромайдана. По первоначальной версии погиб ночью во время прорыва блокпоста джипом, который якобы пробивал дорогу Внутренним войскам.
Похоронен в селе Подобная.

## Награды
- Звание Герой Украины с удостаиванием ордена «Золотая Звезда» (21 ноября 2014 года, посмертно) — за гражданское мужество, патриотизм, героическое отстаивание конституционных принципов демократии, прав и свобод человека, самоотверженное служение Украинскому народу, проявленные во время Революции достоинства[4]
- Медаль «За жертвенность и любовь к Украине» (УПЦ КП, июнь 2015) (посмертно)[5]